# Anadolu Medeniyetleri Müzesi
El Museu de les Civilitzacions d'Anatòlia (en turc Anadolu Medeniyetleri Müzesi) està situat en els contraforts de l'anomenat Castell d'Ankara prop de l'Atpazarı (mercat de cavalls), en el barri d'Ulus, del districte Altındağ, a la ciutat d'Ankara, Turquia. Fruit del desig de Atatürk de crear un museu que recollís les restes de la civilització Hitita trobats fins ara, l'edifici, un antic basar, va ser remodelat sota la supervisió de Hamit Zübeyir Koşay, famós arqueòleg de l'època. Després de la seva obertura, és considerat un dels més complets museus arqueològics del món.

## Galeria de fotos

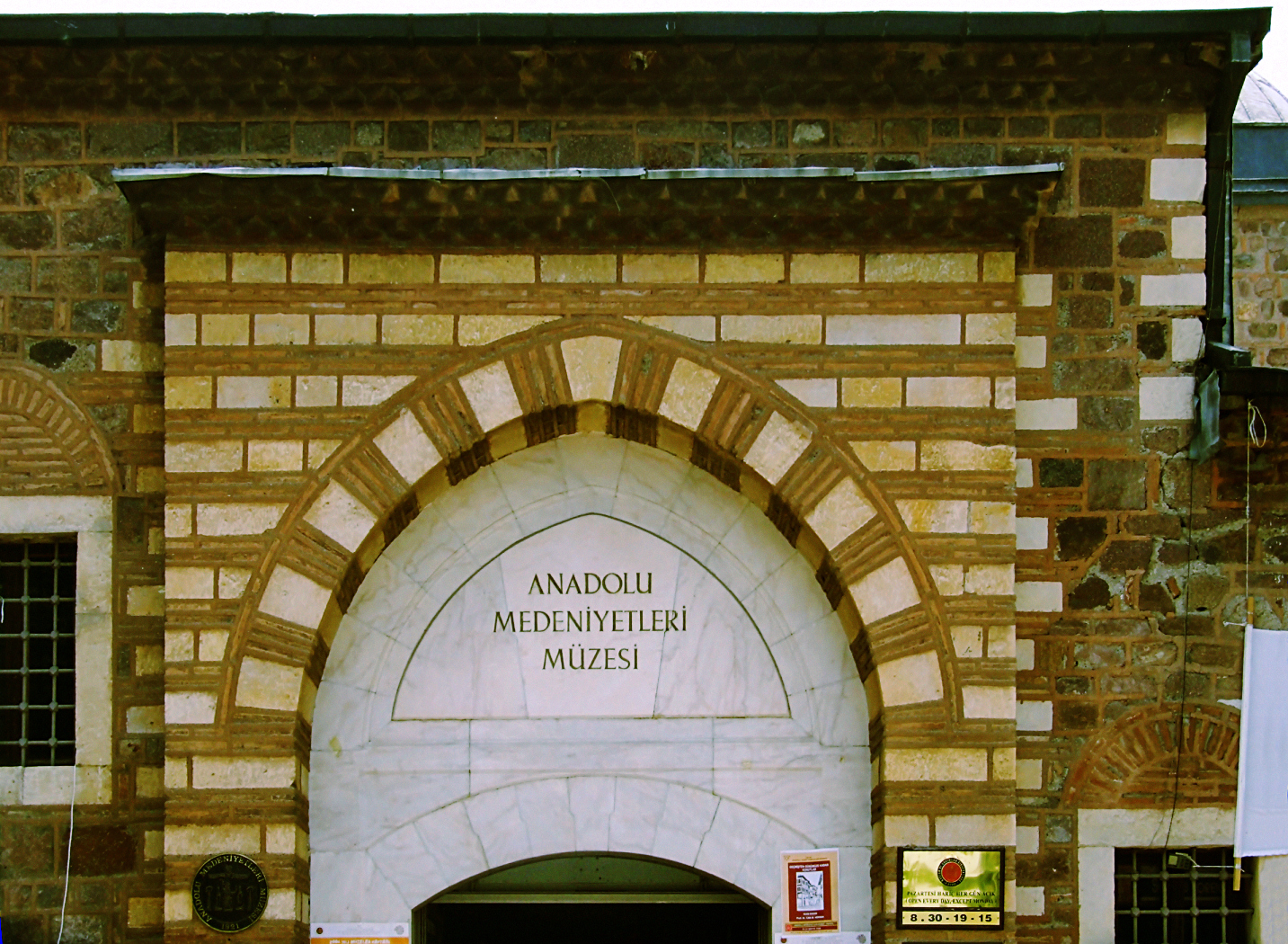
Porta d'entrada al museu
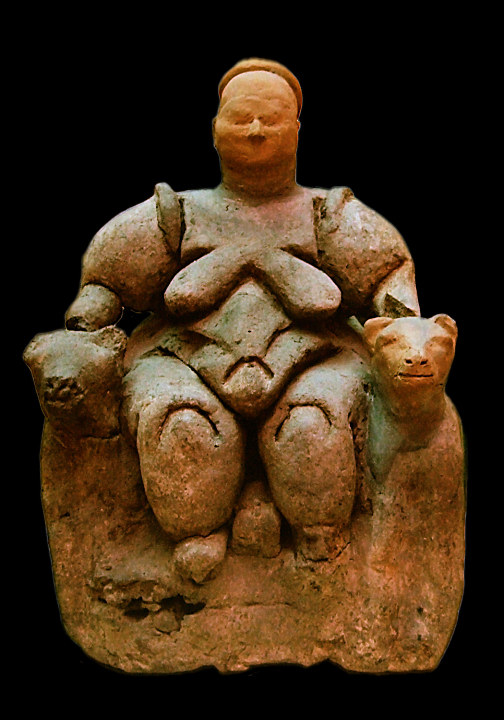
Deessa Cibeles, vista frontal
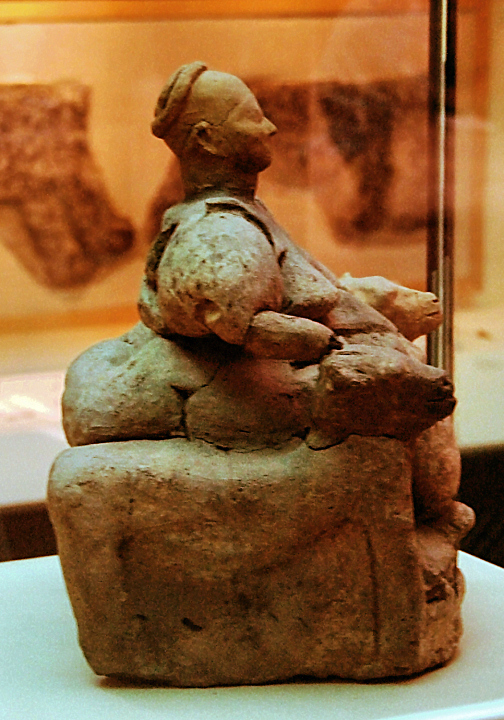
Deessa amb Vistes laterals
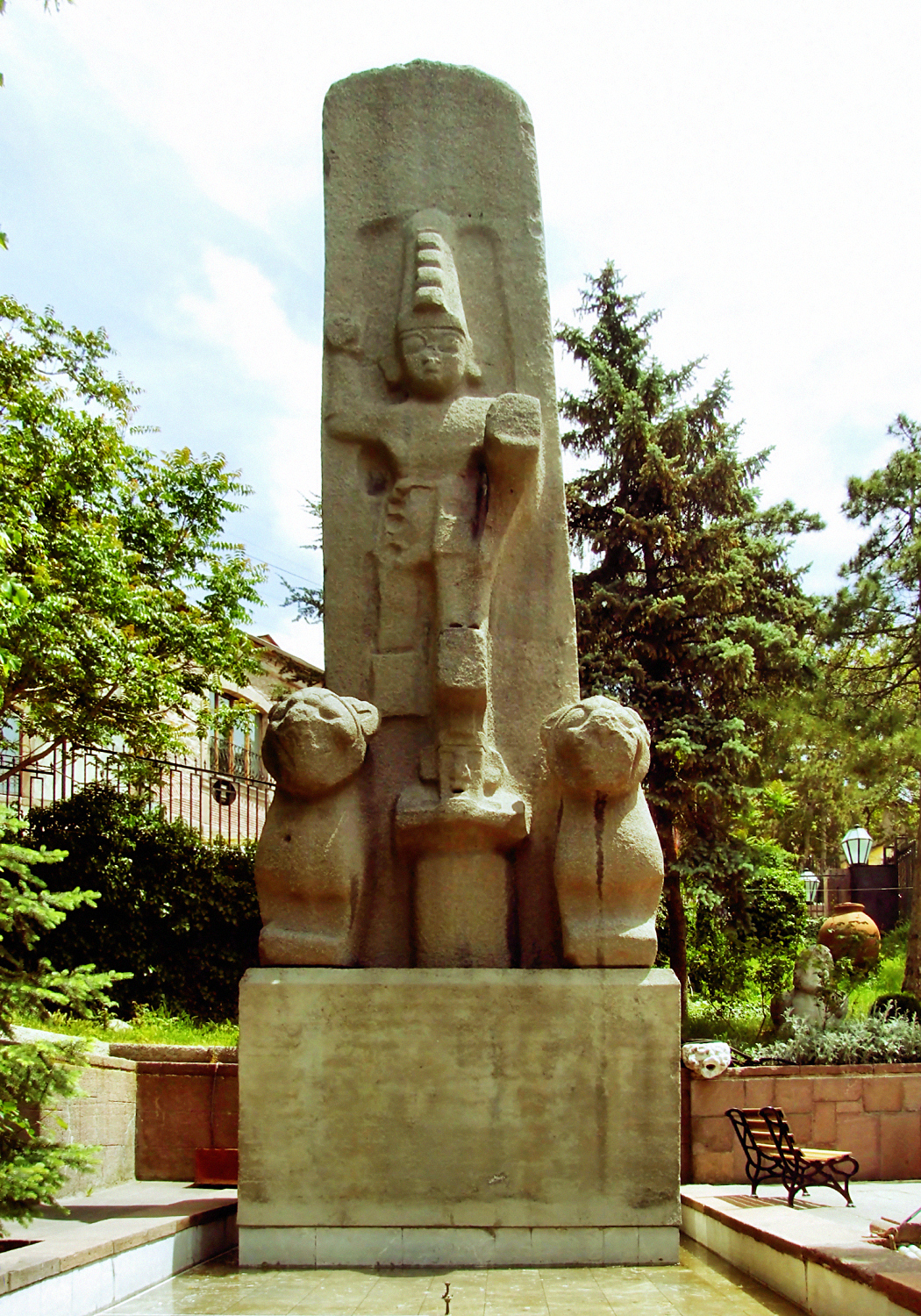
Monument hitita
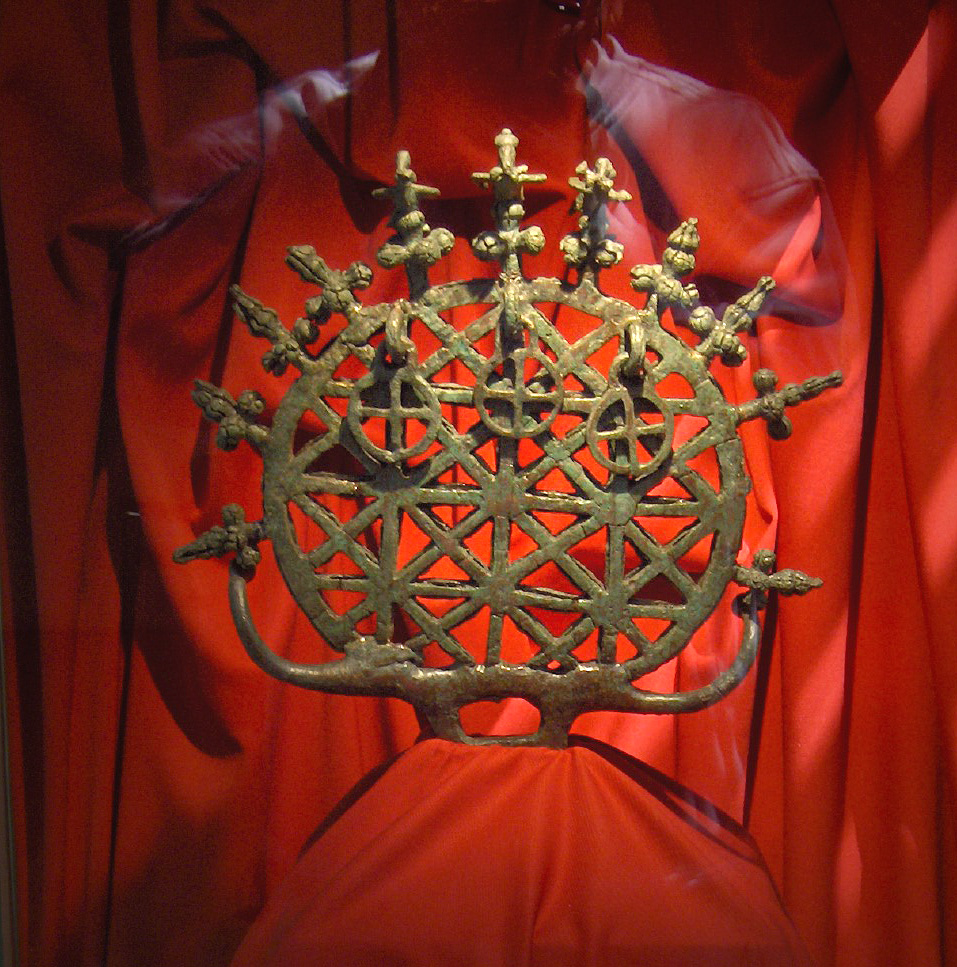
Símbol religiós, que simbolitza l'univers, utilitzat pels sacerdots hitites
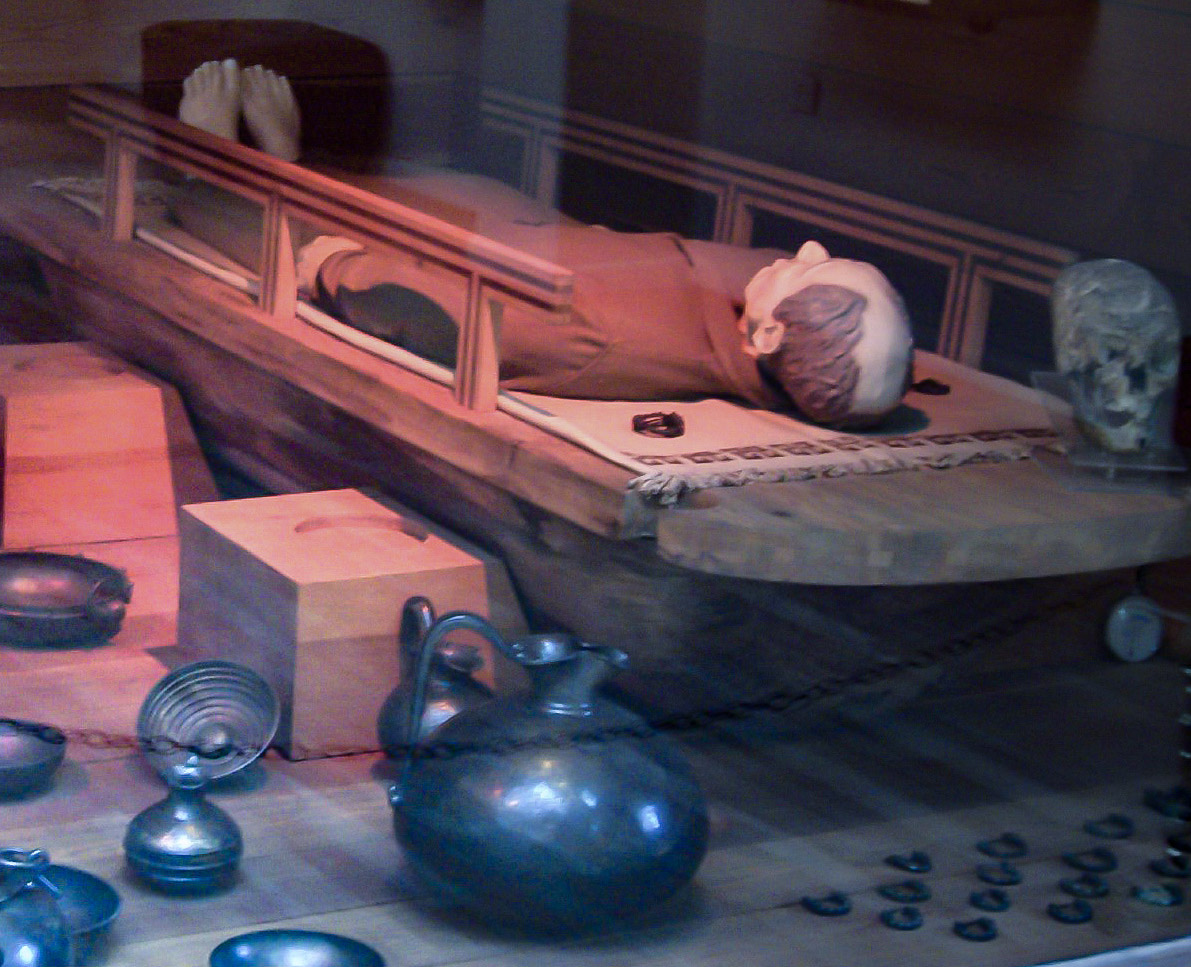
Reconstrucció de la tomba del rei Mides
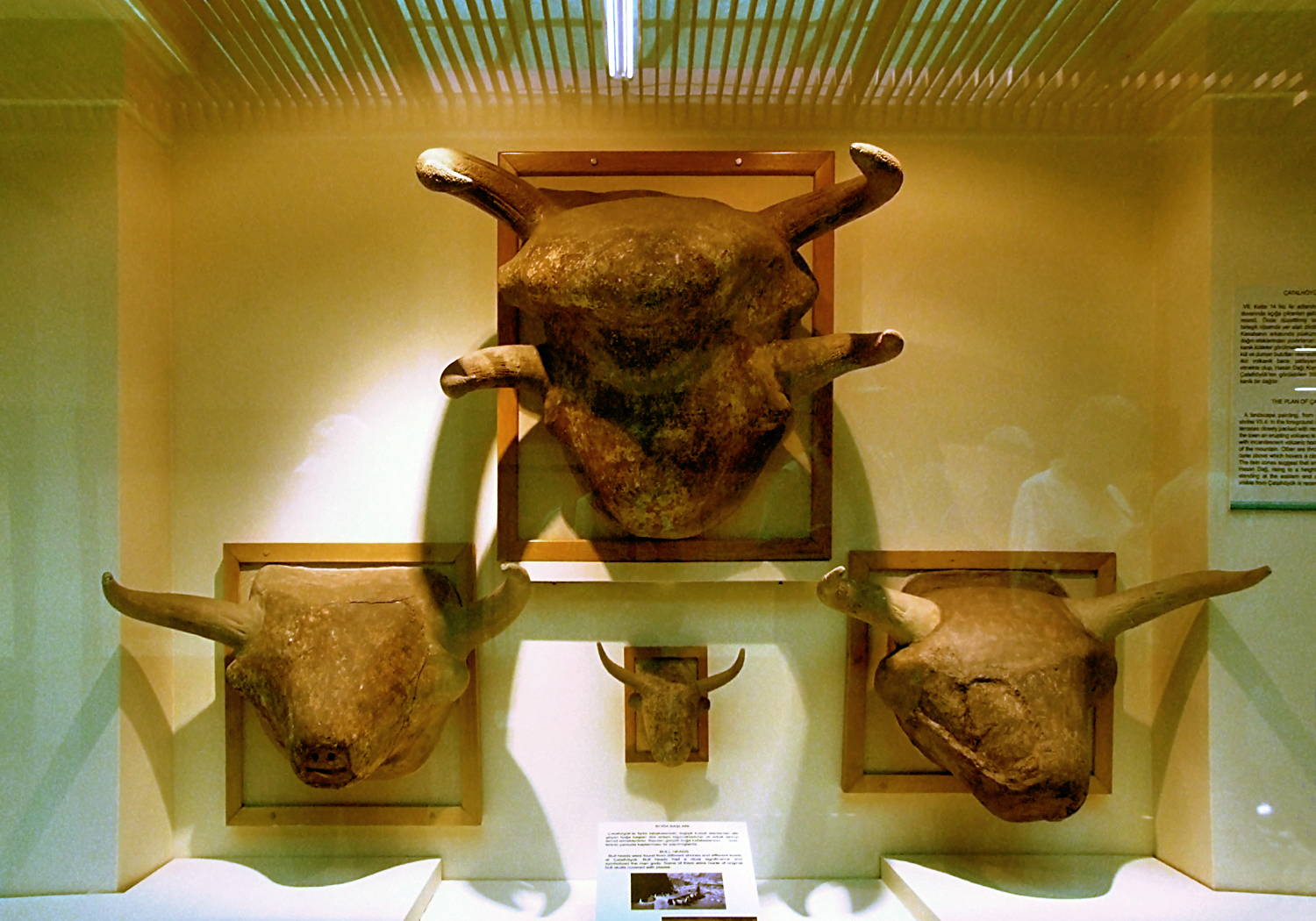
Caps de bou procedents de Çatalhöyük
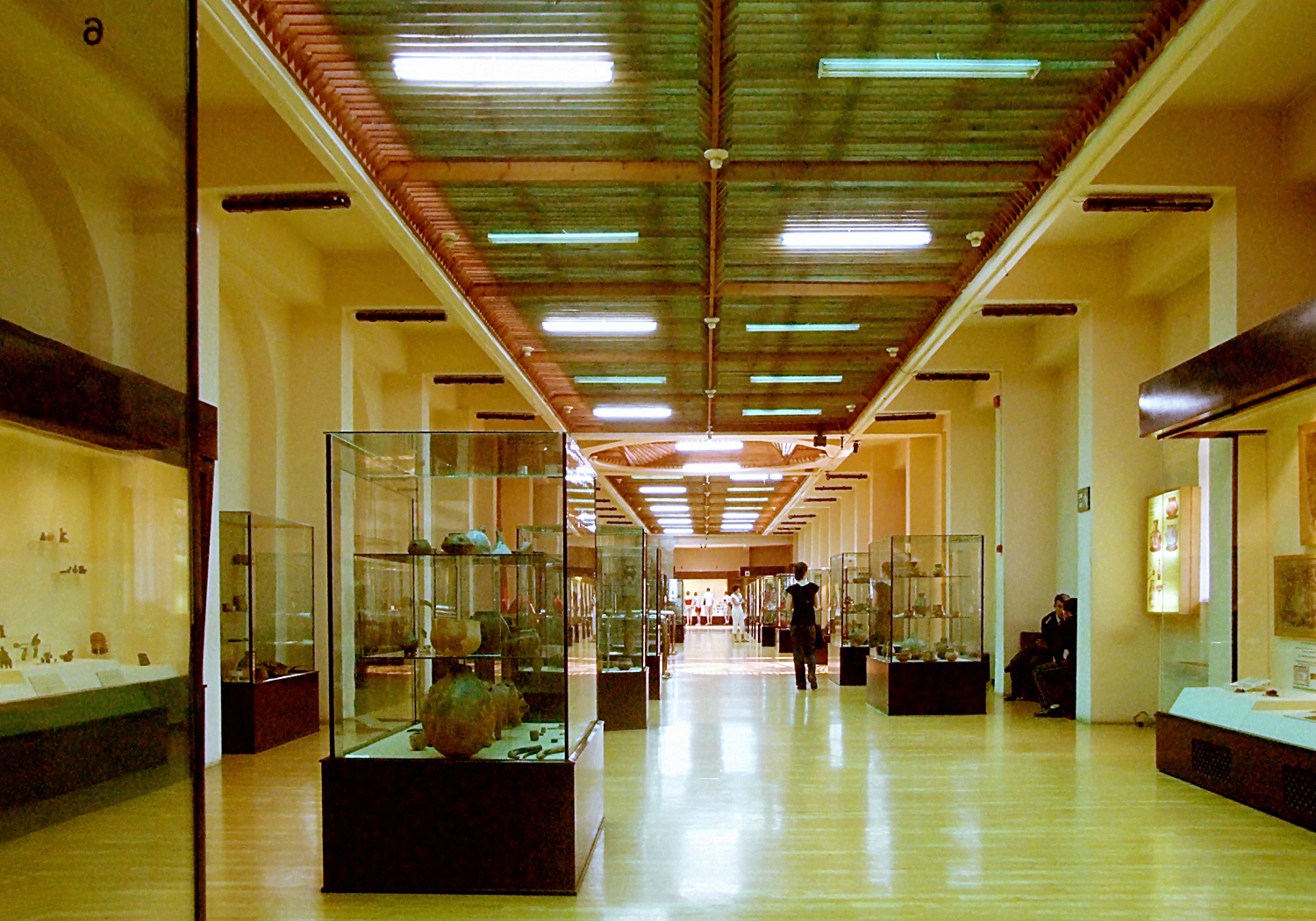
Galeria del museu
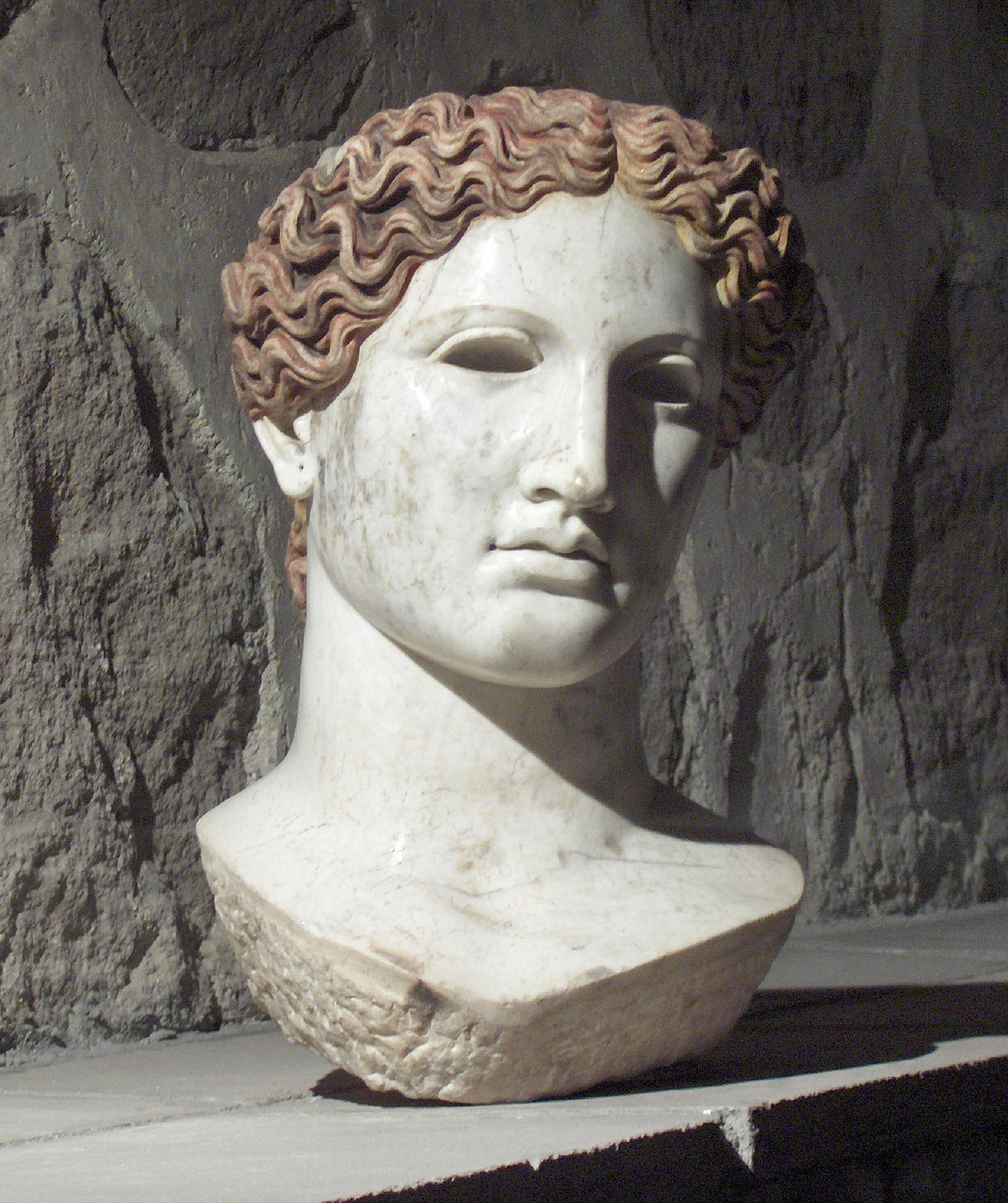
Bust en marbre representant un cap femení, del període romà